# Christian Sasse
Christian Sasse (* um 1983) ist ein deutscher Breakdancer. Er gehörte zur Breakdance-Crew Da Rookies und war Europa- und Weltmeister. Später war er Mitglied der Crew Flowjob.
Sasse studierte Industriedesign. 2002 und 2006 wurde er mit Da Rookies Welt-, 2005 Europameister. Sasse wirkte an Theaterprojekten des Puppentheater Magdeburg mit.
2006 trug sich Sasse in das Goldene Buch der Stadt Magdeburg ein.